# Patrick Chardronnet
Patrick Chardronnet ist ein deutscher DJ und Techno-Musiker.

## Leben
Seine erste Veröffentlichung Ledge erschien im Jahr 2004 auf dem Musiklabel Raum...musik. Im gleichen Jahr veröffentlichte er zwei Remixe für Martin Landskys FM Safari und Just for a Little Peak. Seinen Durchbruch hatte Chardronnet 2005 mit der auf Connaisseur Recordings veröffentlichten Single Eve By Day.
Chardronnet hatte seither Auftritte in verschiedenen Clubs, wie dem Cocoon Club, dem Monza Club und dem U60311 in Frankfurt, der Distillery in Leipzig, dem Watergate in Berlin und im Romy S in Stuttgart.
Patrick Chardronnet lebt im Nordschwarzwald in Höfen an der Enz.

## Diskografie
DJ-Mixe:
- 2006: RA.015 (Resident Advisor)
- 2007: Grand Cru 2007 Disc 2 (Connaisseur Recordings)
- 2010: OHMcast 036 (OnlyHouseMusic)

Singles & EPs:
- 2004: Ledge (Raum...musik)
- 2005: Eve By Day (Connaisseur Recordings)
- 2005: Phonix (mit Afrilounge; Poker Flat Recordings)
- 2006: Eve By Day (Remixes) (Connaisseur Recordings)
- 2008: The Poker Flat Tournament (mit David Durango; Poker Flat Recordings)
- 2009: Almost Nothing (mit Adultnapper; Audiomatique Recordings)
- 2009: Just For A Little Peek (mit Afrilounge; Sportclub)
- 2009: Piper (Audiomatique Recordings)
- 2010: Eve By Night (Connaisseur Recordings)
- 2011: Pleasant Day (Audiomatique Recordings)
- 2012: Karma (Boxer Recordings)